# Chastre-Villeroux-Blanmont
Chastre-Villeroux-Blanmont is een deelgemeente van de gemeente Chastre in de Belgische provincie Waals-Brabant. De deelgemeente bestaat uit het centrum van Chastre, Villeroux en Blanmont. In het oosten sluit op de dorpskern van Chastre het gehucht Perbais aan, dat echter tot Walhain-Saint-Paul behoort.

## Geschiedenis
Op de Ferrariskaart uit de jaren 1770 is Chastre weergegeven als het dorp Ch.re Dame Alerne, met ten oosten het gehucht Perbais. Ten noorden toont de kaart het dorp Blanmont, ten westen het dorp Vilroux.
Op het eind van het ancien régime werden Blanmont, Chastre en Villeroux elk een zelfstandige gemeente. Bij keizerlijk decreet van 1811 werd de gemeenten Chastre en Villeroux al verenigd in de gemeente Chastre-Villeroux. Die gemeente werd in 1823 al opgeheven en met Blanmont verenigd in Chastre-Villeroux-Blanmont.
Chastre-Villeroux-Blanmont werd in 1977 een deelgemeente van de fusiegemeente Chastre.

## Demografische ontwikkeling
- Bronnen:NIS, Opm:1831 tot en met 1970=volkstellingen, 1976= inwoneraantal op 31 december

## Bezienswaardigheden
- De Église Notre-Dame Alerne in het centrum van Chastre
- De Église Saint-Martin in Blanmont
- De Église Saint-Jean-Baptiste in Villeroux
- De Franse militaire begraafplaats van Chastre, waar meer dan 1000 Franse gesneuvelden uit beide wereldoorlogen rusten

Deelgemeenten: Chastre-Villeroux-Blanmont · Cortil-Noirmont · Gentinnes · Saint-Géry

Overige plaatsen: Blanmont · Chastre · Cortil · Noirmont · Villeroux

Belgische gemeenten · Arrondissement Nijvel · Waals-Brabant · Wallonië